# Passaggio
Passaggio (z italštiny) je termín používaný v hudební terminologii pro přechodovou oblast mezi hlasovými rejstříky. Používá se v klasickém zpěvu k popisu rozsahu frekvencí produkovaných při emisi zvukového sloupce v příslušných a problematických změnách, které jsou ověřeny v rejstříku pěveckého hlasu. Není to fyzický bod, ale rozsah zvukových frekvencí. Passaggio hlasu leží mezi různými hlasovými rejstříky. V závislosti na pěvecké škole a tradici to může být změna rejstříku z hrudního hlasu na smíšený hlas (voix mixte) a na hlavový hlas, (ve kterém je přístupný pronikavý zvuk, ale obvykle pouze přes hlasový trénink). Ve spodní části passaggia se nachází hrudní hlas neboli hrudní rejstřík, kterým každý zpěvák vydává silný a vážný zvuk. V horní části passaggia je pak hlas hlavový.
Historická italská škola zpěvu popisuje primo passaggio a secondo passaggio spojené přes zona di passaggio v mužském hlasu, a primo passaggio a secondo passaggio v ženském hlasu, která jsou propojena tzv. průchozí oblastí a to v mužském i ženském hlase. Hlavním cílem klasického hlasového tréninku je v klasických stylech udržet rovnoměrné zabarvení v celém passaggio. Správným tréninkem je možné vytvořit rezonanční a silný zvuk.
V italské vokální pedagogice je však passaggio také obvykle chápáno jako přechod od „emissione aperta/suono aperto“ (otevřené vydávání zvuku) k „emissione coperta/suono coperto“ (zakryté vydávání zvuku). Pojmy „aperto“ (otevřené) a „coperto“ (zakryté) se používají jak z hlediska zvukové estetiky, tak ve smyslu fyziologicko-technickém. Fyziologicky a technicky se popisuje přechod od „emisní aperty“ k „emisní copertě“ především snížením hrtanu.
Při poslechu neškoleného zpěváka při přechodu z nižší hlasové polohy do polohy vyšší vznikají nápadné hlasové změny. Zdá se, jakoby se v určitých místech změnila barva hlasu a dokonce jakoby se v těchto místech hlas zlomil. Technicky nekvalitní provedení passaggia (např. vlivem neškolených hlasů) vede k lomu, že hlas se projevuje drsným, ječivým, ale i mdlým, převzdušněným, chraplavým a občas nechtěným nosovým tónem.
Dne 3. května 2017 zveřejnili Echternach a spol. studii – vysokorychlostní, zpomalená videa pohybu hlasivek v různých hlasech.

## Možnost záměny
Zejména v historických textech baroka – jak vokálních, tak instrumentálních – se termín často vyskytuje v jiném významu, většinou v množném čísle jako „passaggi“. V tomto případě se však jedná o pasáže rychlých tónů, tedy běhů nebo koloratur, jako v následujícím popisu Senesinova zpěvu:
| „                       | „... Das Allegro sang er mit vielem Feuer, und wußte er die laufenden Passagien, mit der Brust, in einer ziemlichen Geschwindigkeit, auf eine angenehme Art heraus zu stoßen. ...“ | „... allegro zpíval ohnivě a uměl hrudí vyrážet běžící pasáže docela rychle a příjemným způsobem. ..." | “ |
| — Johann Joachim Quantz | | |   |

## Hlasové rejstříky
Nelze adekvátně diskutovat o vokálním passaggio, aniž bychom měli základní porozumění různým hlasovým rejstříkům. Ingo Titze ve své knize The Principles of Voice Production uvádí: "Termín rejstřík byl použit k popisu vjemově odlišných oblastí vokální kvality, které mohou být zachovány v určitých rozsazích výšky a hlasitosti." Při diskuzi o vokálních rejstřících, je důležité poznamenat, že mezi různými obory vokálního studia, jako jsou učitelé a zpěváci, výzkumníci a lékaři, existují nesrovnalosti v terminologii. Jak zdůrazňuje Marilee David,"Voice scientists see registration primarily as acoustic events." ("Hlasoví vědci považují rejstříky především za akustické události."). U zpěváků je však běžnější vysvětlovat rejstříkové záležitosti na základě fyzických pocitů, které při zpěvu cítí. Titze také vysvětluje, že mezi logopedisty a učiteli zpěvu existují rozpory v terminologii používané při hovorech o hlasových rejstřících. Vzhledem k tomu, že tento článek pojednává o passaggiu, což je termín používaný klasickými zpěváky, budou rejstříky diskutovány spíše v oblasti zpěvu než v logopedii či vědy.
Většinu hlasů lze rozdělit zhruba do tří hlavních rejstříků.
- Hlavový

- Střední nebo smíšený

- Hrudní

Tyto tři hlavní rejstříky mají bohaté zabarvení kvůli podtónům v důsledku rezonance v lidském těle. Jejich názvy jsou odvozeny od oblasti, ve které zpěvák tyto rezonanční vibrace v těle cítí. Hrudní rejstřík, běžněji označovaný jako hrudní hlas, je nejnižší z rejstříků. Při zpěvu hrudním hlasem zpěvák cítí sympatické vibrace ve hrudi. Je to rejstřík, který lidé nejčastěji používají při mluvení. Střední hlas spadá mezi hlas hrudníku a hlas hlavy. Hlavový rejstřík neboli hlavový hlas je nejvyšší z hlavních hlasových rejstříků. Při zpěvu hlavovým hlasem může zpěvák cítit sympatické vibrace vyskytující se v obličeji nebo jiné části hlavy. Kde tyto rejstříky leží v hlase, závisí na pohlaví a typu hlasu v rámci každého pohlaví.
Existují ještě další dva rejstříky zvané falzet a fistule, které leží nad hlavovým rejstříkem. K přístupu do těchto rejstříků je často potřeba školení. Muži a ženy s nižšími hlasy v těchto rejstřících zpívají jen zřídka. Zejména ženy s nižším hlasem absolvují velmi málo, pokud vůbec, nějaké školení v rejstříku fistule. Muži mají ještě jeden další rejstřík zvaný strohbass, který leží pod hrudním hlasem. Zpěv v tomto rejstříku je náročný na hlasivky, a proto se téměř nepoužívá.
Přechody mezi těmito rejstříky jsou známé jako passaggi.

## Rozsahy rejstříků

### Mužské hlasy
Zde jsou rozsahy rejstříků nabízené Richardem Millerem pro lyrický tenor:
    Strohbass – F2 až C3
    Hrudní – C3 až G3
    Střední (nebo smíšené) – G3 až G4
        Dolní střední – G3 až D4
        Horní střední – D4 až G4
    Hlavový – G4 až C5
    Falzet – C5 až G5
Miller popisuje nižší střední hlas jako tvořený směsí převážně hrudního hlasu s malým množstvím hlavového hlasu. Horní střední popisuje jako směs převážně hlavového hlasu s malým množstvím hrudního hlasu. Tento koncept platí pro všechny typy hlasu, jak pro muže, tak pro ženy. Muži mají 3 registry oddělené 2 passaggio. Muži mají 2 passaggio pro otevřené samohlásky a jedno passaggio pro uzavřené samohlásky.
Tenorové hlasy jsou nejvyšší z mužských hlasových typů, s výjimkou kontratenorového hlasu, který mnohem více využívá rejstřík falzetu. Barytony jsou po tenorech nižším hlasem a po nich následují basbarytony a basy. V důsledku jejich nižších hlasů budou rozsahy pro tyto party nižší než rozsahy uvedené výše pro tenor.
Richard Miller ve své knize Securing Baritone, Bass-Baritone, and Bass Voices ani v knize The Structure of Singing: System and Art in Vocal Technique neuvádí ,rozpis rejstříků pro tři spodní hlasové party), ani nenaznačuje jejich celkové rozsahové schopnosti. Oxford Music Online uvádí, že rozsah, který barytonista obvykle zpívá v opeře, je od A do F♯. Neuvádí, která A nebo F jsou ostrá; nicméně je možné předpokládat, protože rozsah barytonu je nižší než tenoru, že A je A2 a F♯ je F♯4. Barytony jsou schopny dosáhnout tónů vyšších než F♯4 a nižších než A2. Totéž platí pro Oxford Music Online uváděný rozsah basových hlasů, které uvádí E až E nebo F. První E pravděpodobně odkazuje na E2 a druhé na E4 nebo F4.

### Ženské hlasy
Rozsahy rejstříku pro soprán, jak uvádí Richard Miller v Training Soprano Voices, jsou následující:
Hrudní – G3 až E♭4
Střední (nebo smíšený) – E♭4 až F♯5
- Dolní střední – E♭4 až C♯5
- Horní střední – C♯5 až F♯5

Hlavový – F♯5 až C6 nebo C♯6
Flageolet – D6 nebo D♯6 až „nejvyšší čistý hlas“
Rozsahy rejstříku pro mezzosoprán jsou následující:
Hrudní – E3 nebo F3 až E4 nebo F4
Střední (nebo smíšený) – C4 až E5 nebo F5
- Dolní střední – C4 až B♭4 nebo B4

- Horní střední – B4 až E5 nebo F5

Hlavový – F5 nebo F♯5 až B♭5 nebo B5
Flageolet – C6 a vyšší
Rozsahy rejstříku pro kontraalt jsou následující:
Hrudní – D3 až G4 nebo A♭4
Střední (nebo smíšený) – F4 až D5
- Dolní střední – F4 až A4

- Horní střední – B♭4 až D5

Hlavový – E♭5 až A♭5
Flageolet – A5 a vyšší
Rozdíly mezi rozsahy pro různé typy ženského hlasu jsou relativně malé, ale právě tyto malé rozdíly často určují typ hlasu zpěvačky. V některých oblastech se zdá, že se rejstříky překrývají. Noty v těchto oblastech mohou být zpívány buď hrudním hlasem nebo středním hlasem, v závislosti na zpěvákovi. To vyžaduje trénink a kontrolu. Je lepší zpívat tyto tóny smíšeným hlasem hrudníku a hlavy. Příliš zvednuté hrudní hlasy mohou ženskému hlasu velmi uškodit. Tam, kde dochází ke změnám hlavního rejstříku, jsou tóny passaggi.

### Typy hlasů a passaggio
Přechody mezi rejstříky jsou v klasickém zpěvu známé jako passaggi. Existuje několik dalších běžných názvů pro passaggio. V některých školách hlasového tréninku se k popisu passaggia používá slovo "lift". Dalším z nejběžnějších termínů pro passaggio je slovo "break." (přestávka). Marilee David ve své knize The New Voice Pedagogy vysvětluje: "Oblastem, kde musí hlas měnit rejstříky, se často říká breaks (přestávky), protože se zdá, že netrénovaný hlas proniká do nového typu vytváření hlasu. Tato přestávka je náhlá mezera ve zvuku, ke které dochází, když tyreoarytenoidní svaly náhle omezí svou aktivitu a začnou fungovat svaly krikotyroidní. Obratný přechod této svalové aktivity je jedním ze znaků trénovaného zpěváka.“David sice odvedl skvělou práci, když popsal dovednost, která stojí za passaggiem, nicméně výrazu „break“, který se často používá při komerčních stylech zpěvu, jako je pop, rock, country atd., se v klasickém tréninku obvykle vyhýbáme. Jak uvádí Miller, "Terminologie rejstříků by měla být pečlivě volena. 'Breaks' a 'lifts' mohou sice dobře odkazovat na existující rejstříkové fenomény v hlase, ale psychologicky spíše poukazují na rozdělení mezi rejstříky než na jejich sjednocení."
Hlasový specialista Ingo Titze vysvětluje: "Register changes may occur voluntarily or involuntarily."(změny v rejstřících mohou nastávat dobrovolně nebo nedobrovolně).“ Pro všechny zpěváky, zejména klasické, může být přechod passaggia obtížný a může trvat roky, než se naučí, jak toho dosáhnout. Klasický hlasový trénink si klade za cíl poskytnout zpěvákovi nástroje nezbytné k pohybu přes passaggio tak, aby přechod mezi rejstříky zněl hladce a byl pro publikum k nepoznání. Richard Miller ve svých mnoha knihách o vývoji různých typů mužského a ženského hlasu uvádí řadu cvičení pro rozvoj rejstříků a přechodů mezi nimi.

#### Mužské hlasy
V knize Richarda Millera The Structure of Singing: System and Art in Vocal Technique Miller identifikuje mužské vokální passaggia takto:
- The primo passaggio (první passaggio)

- The secondo passaggio (druhé passaggio)

- The zona di passaggio (zóna passaggia)

Primo passaggio je prvním přechodem rejstříku. V mužském hlase Miller naznačuje, že k tomuto passaggio dochází mezi dolním středním rejstříkem, což je směs převážně hrudního hlasu a určitého hlavového hlasu, a mezi horním středním rejstříkem, který je směsí převážně hlavového hlasu a určitého hrudního hlasu.Je důležité si uvědomit, že na primo passaggio se všichni hlasoví specialisté neshodnou. Jak poznamenává James Stark v Bel Canto: A History of Vocal Pedagogy, „Richard Miller, který navštívil četná italská hlasová studia, popisuje mužské hlasy jako s primo passaggio a secondo passaggio, mezi nimiž je zóna di passaggio. nepublikovaná literatura týkající se této teorie a většina písemných zdrojů však u mužských hlasů pojednává pouze o jednom passaggio ... a u ženských hlasů o dvou passaggi (jedno mezi hrudním a smíšeným a druhé mezi smíšeným a hlavovým hlasem).“V debatě o početu passaggi u mužů se zdá, že většina se shodne na existenci alespoň jednoho passaggia. Nejčastěji diskutovaným passaggio v publikovaných dílech je však to, co Miller nazývá secondo passaggio, které leží mezi horním smíšeným hlasem a hlavovým hlasem.Kvůli nesrovnalostem kolem primo passaggio je také Millerova zóna di passaggio předmětem diskuze. Miller popisuje zona di passaggio jako oblast mezi primo passaggio a secondo passaggio, což je podle něj oblast, o které je třeba pečlivě jednat.

##### Passaggipro tenorové hlasy, jak je navrhl Miller:[23]
- Tenorino:
  - Primo passaggio – E4
  - Secondo passaggio – A4
- Tenore leggiero (tenore di grazia):
  - Primo passaggio – E♭4
  - Secondo passaggio – A♭4
- Spieltenor:
  - Primo passaggio – E♭4 or D4
  - Secondo passaggio – A♭4 or G4
- Tenore lirico:
  - Primo passaggio – D4
  - Secondo passaggio – G4
- Tenore lirico spinto:
  - Primo passaggio – C♯4
  - Secondo passaggio – F♯4
- Tenore robusto, tenore drammatico:
  - Primo passaggio – C4
  - Secondo passaggio – F4
- Heldentenor:
  - Primo passaggio – C4 or B♭3
  - Secondo passaggio – F4 or E♭4

##### Passaggipro baryton, basbaryton a basové hlasy podle Millera:
- Lyric baritone:
  - Primo passaggio – B3
  - Secondo passaggio – E4
- Dramatic (Verdi) baritone:
  - Primo passaggio – B♭3
  - Secondo passaggio – E♭4
- Bass-baritone:
  - Primo passaggio – A3
  - Secondo passaggio – D4
- Lyric bass:
  - Primo passaggio – A♭3
  - Secondo passaggio – D♭4
- Basso profondo:
  - Primo passaggio – G3
  - Secondo passaggio – C4

#### Ženské hlasy
V knize The Structure of Singing: System and Art in Vocal Technique Miller identifikuje ženské vokální passaggi takto:
- The primo passaggio (první passaggio)

- The secondo passaggio (druhé passaggio)

Na rozdíl od mužských passaggi se dvěma ženskýni passaggi Miller souhlasí.
Ve své knize The Structure of Singing: System and Art in Vocal Technique také uvádí: „Mnoho sopranistek zažívá další stěžejní bod uprostřed dlouhého smíšeného rejstříku kolem ostrého C5 s dolním smíšeným rejstříkem ležícím pod touto výškou a horním smíšeným rejstříkem ležící nad ní."

##### Passaggipro ženské hlasy podle Millera:
- Soprano:
  - Primo passaggio – E♭4
  - Secondo passaggio – F♯5
- Mezzo-soprano:
  - Primo passaggio – E4 až F4
  - Secondo passaggio – E5 až F5
- Contralto:
  - Primo passaggio – G4 až A♭4
  - Secondo passaggio – D5